# ユニオン認定Fly to Everywhereワールドチャンピオンシップ
ユニオン認定Fly to Everywhere世界王座（ユニオンにんていフライ・トゥー・エブリフェアーせかいおうざ）は、ユニオンプロレスが管理、認定していた王座。

## 歴史
2013年1月31日、ユニオンプロレスのチェリーが提案してユニオンの代表であるナオミ・スーザンは難色を示していたが、米山香織と紫雷美央もチェリーの提案に賛同したため、シングル王座（王座名未定）の創設を承諾。2月13日、ユニオン新木場1stRING大会で王座の名称、チャンピオンベルトのデザインの権利を懸けてチェリー&紫雷組対米山&高梨マサ子組によるフォールを奪った選手に権利を与える試合形式でチェリーからフォールを奪って勝利した米山が権利を獲得。3月1日、王座の名称、チャンピオンベルトのデザインが発表されて王座名は「どこへでもいける、どこへでも飛んでいける」という意味を込めて「Fly to Everywhere」となり、FTEコミッショナーに福田洋のディーヴァとしてユニオンに参戦していた風間ルミが就任。3月10日、ユニオンラジアントホール大会で行われた初代王座決定戦に勝利した米山が初代王者になった。
2015年10月4日、ユニオンの解散により封印。なお、チャンピオンベルトは最後の王者であるチェリーに王座の方向性を委ねられたが明らかにされていない。
2019年時点、チェリーがチャンピオンベルトを保管している。

## 歴代王者
| 歴代  | 選手             | 戴冠回数 | 防衛回数 | 獲得日付      | 獲得場所 （対戦相手・その他） |
| ----- | ---------------- | -------- | -------- | ------------- | ----------------------------- |
| 初代  | 米山香織         | 1        | 1        | 2013年3月10日 | ラジアントホール チェリー     |
| 第2代 | チェリー         | 1        | 3        | 2013年5月3日  | 後楽園ホール                  |
| 第3代 | レディビアード   | 1        | 0        | 2014年6月19日 | 牛込箪笥区民ホール            |
| 第4代 | 紫雷美央         | 1        | 2        | 2014年8月31日 | 新宿FACE                      |
| 第5代 | チェリー         | 2        | 1        | 2015年3月1日  | 港区民センター                |
| 第6代 | ハイビスカスみぃ | 1        | 1        | 2015年4月29日 | 後楽園ホール                  |
| 第7代 | 紫雷美央         | 2        | 0        | 2015年6月17日 | 新木場1stRING                 |
| 第8代 | 希月あおい       | 1        | 0        | 2015年7月29日 | 後楽園ホール                  |
| 第9代 | チェリー         | 3        | 1        | 2015年9月15日 | 新木場1stRING 封印            |